# Метод імплозії
Метод імплозії (рос. метод имплозии; англ. implosion method; нім. Implosionsmethode f) — метод діяння на привибійну зону пласта, технологічна суть якого полягає в миттєвому зменшенні тиску на вибої свердловини (створенні депресії тиску) з допомогою різних пристосувань. Різке зниження тиску створює високі градієнти тиску в привибійній зоні і сприяє очищенню її від кольматантів. Одним із простих засобів є опускання у свердловину колони порожніх труб (краще з пакером на нижньому кінці для перекривання міжтрубного простору), яка перекрита внизу клапаном або мембраною. Руйнуванням мембрани (механічно, хімічно чи внаслідок перевищення різниці тисків) або відкриванням клапана внутрішній простір колони труб з'єднується миттєво з фільтровим простором (підпакерним простором) свердловини.